# Hyphydrus esau
Hyphydrus esau är en skalbaggsart som beskrevs av Olof Biström 1982. Hyphydrus esau ingår i släktet Hyphydrus och familjen dykare. Inga underarter finns listade i Catalogue of Life.